# Kelly Asbury
Kelly Asbury (n. 15 ianuarie 1960, Beaumont, Texas, SUA - d. 26 iunie 2020, Encino, California, SUA) a fost un regizor, scenarist, actor de dublaj și scriitor american ce a regizat filmul Gnomeo și Julieta (2011).